# Jeepers Futsal Club
Lo Jeepers Futsal Club è una squadra maltese di calcio a 5 con sede a Santa Venera.

## Storia
Fondata nel 2002, ha partecipato a tutte le competizioni organizzate dalla federazione maltese sino ad oggi, partendo dalla terza divisione e ottenendo la promozione alla prima al termine della stagione 2005-06. Al debutto nella massima erie, lo Jeepers ha vinto immediatamente il Campionato maltese di calcio a 5 ottenendo inoltre il diritto a partecipare alla Coppa UEFA dell'anno successivo, dove è stata eliminata al turno preliminare giocato in Svezia.

## Palmarès
- Campionato maltese: 1
2006-07  Players included: Zeljko Anicic, Craig Pickard, Mark Marlow, Ran Shalom, Rob De Vries, Christopher Borg  Coach: Noel Attard Flores.